# Жуан-Нейва
Жуан-Нейва (порт. João Neiva)  —  муниципалитет в Бразилии, входит в штат Эспириту-Санту. Составная часть мезорегиона Северное побережье штата Эспириту-Санту. Входит в экономико-статистический  микрорегион Линьярис. Население составляет 16 653 человека на 2006 год. Занимает площадь 272,865 км². Плотность населения — 61,0 чел./км².

## История
Город основан 11 мая 1988 года.

## Статистика
- Валовой внутренний продукт на 2004 составляет 141.725.000,00 реалов (данные: Бразильский институт географии и статистики).
- Валовой внутренний продукт на душу населения на 2004 составляет 8.727,00 реалов (данные: Бразильский институт географии и статистики).
- Индекс развития человеческого потенциала на 2000 составляет 0,766 (данные: Программа развития ООН).

## География
Климат местности: тропический. В соответствии с классификацией Кёппена, климат относится к категории Aw.